# Gnamptogenys kalabit
Gnamptogenys kalabit är en myrart som beskrevs av Brown 1958. Gnamptogenys kalabit ingår i släktet Gnamptogenys och familjen myror. Inga underarter finns listade i Catalogue of Life.